# Geórgia nos Jogos Olímpicos de Inverno de 2014
A Geórgia participou dos Jogos Olímpicos de Inverno de 2014, realizados na cidade de Sóchi, na Rússia. Foi a sexta aparição do país em Olimpíadas de Inverno.

## Desempenho

### Esqui alpino
Feminino
| Atleta         | Evento         | Descida 1 | Descida 2 | Total   | Pos. |
| -------------- | -------------- | --------- | --------- | ------- | ---- |
| Nino Tsiklauri | Slalom         | DNF       | DNF       | DNF     | DNF  |
| Nino Tsiklauri | Slalom gigante | 1:27.27   | 1:28.07   | 2:55.34 | 49º  |

Masculino
| Atleta             | Evento         | Descida 1 | Descida 2 | Total   | Pos. |
| ------------------ | -------------- | --------- | --------- | ------- | ---- |
| Iason Abramashvili | Slalom         | 52.59     | 1:00.78   | 1:53.37 | 22º  |
| Iason Abramashvili | Slalom gigante | DNF       | DNF       | DNF     | DNF  |
| Alex Beniaidze     | Slalom         | DNF       | DNF       | DNF     | DNF  |
| Alex Beniaidze     | Slalom gigante | DNF       | DNF       | DNF     | DNF  |

### Patinação artística
| Atleta               | Evento              | Programa curto | Programa curto | Programa longo | Programa longo | Total  | Total |
| Atleta               | Evento              | Pontos         | Pos.           | Pontos         | Pos.           | Pontos | Pos.  |
| -------------------- | ------------------- | -------------- | -------------- | -------------- | -------------- | ------ | ----- |
| Elene Gedevanishvili | Individual feminino | 54.70          | 17º            | 92.45          | 20º            | 147.15 | 19º   |

Legenda
| Recorde mundial      | Recorde mundial (World record)               |                       | Recorde africano                      | Recorde africano (African) |                                           | Q | Classificado por posição (Qualified) |
| Recorde olímpico     | Recorde olímpico (Olympic record)            | Recorde da América    | Recorde da América (Americas)         | q                          | Classificado por melhor tempo (Qualified) |   |                                      |
| Melhor marca do ano  | Melhor marca do ano (World leading)          | Recorde asiático      | Recorde asiático (Asian)              | DNS                        | Não largou (Did not start)                |   |                                      |
| Recorde nacional     | Recorde nacional (National record)           | Recorde europeu       | Recorde europeu (European)            | DNF                        | Não terminou (Did not finish)             |   |                                      |
| Recorde pessoal      | Recorde pessoal do atleta (Personal best)    | Recorde da Oceania    | Recorde da Oceania (Oceania)          | DSQ / DQ                   | Desclassificado (Disqualified)            |   |                                      |
| Recorde da temporada | Recorde da temporada do atleta (Season best) | Recorde sul-americano | Recorde sul-americano (South America) | NM                         | Sem marca (No mark)                       |   |                                      |